# Бешар (вілаєт)
Бешар (араб. ولاية بشار) — вілаєт Алжиру. Адміністративний центр — м. Бешар. Площа — 162 200 км². Населення — 274 866 осіб (2008).

## Географічне положення
На заході вілаєту проходить кордон з Марокко. На півночі межує з вілаєтом Наама, на північному сході — з вілаєтом Ель-Баяд, на півдні — з вілаєтом Адрар, на південному-заході — з вілаєтом Тіндуф.

## Адміністративний поділ
Поділяється на 12 округів та 21 муніципалітет.
| Алжир | Це незавершена стаття з географії Алжиру. Ви можете допомогти проєкту, виправивши або дописавши її. |